# لا بوتیله
لا بوتیله (به فرانسوی: La Bouteille) یک کمون (فرانسه) در فرانسه است که در ان (ا-دو-فرانس) واقع شده‌است. لا بوتیله ۱۹ کیلومتر مربع مساحت دارد ۲۱۴ متر بالاتر از سطح دریا واقع شده‌است.